# St Lawrence (Essex)
 (avril 2023).
St Lawrence est un village et une paroisse civile de l'Essex, en Angleterre.